# Baïse
Baïse – rzeka we Francji, przepływająca przez tereny departamentów Pireneje Wysokie, Gers oraz Lot i Garonna, o długości 188 km. Stanowi lewy dopływ rzeki Garonny. Głównym dopływem jest Baïsole. 